# Летние Олимпийские игры 1944
XIII летние Олимпийские игры — запланированное международное мультиспортивное мероприятие, которое должно было пройти с 22 июля по 5 августа 1944 года в Лондоне. Однако по решению Международного олимпийского комитета Игры были отменены из-за продолжавшейся Второй мировой войны, в ходе которой британская столица получила значительные повреждения. В качестве компенсации Лондон на безальтернативной основе был выбран столицей первой послевоенной Олимпиады 1948 года.

## История
По результатам голосования в ходе 39-й сессии МОК, проходившей в июне 1939 года в Лондоне, в первом же раунде столицей предстоящих летних Олимпийских игр была выбрана британская столица. В борьбе за право проведения Игр Лондон опередил Рим, Детройт, Лозанну, Афины, Будапешт, Хельсинки и Монреаль.
| Город     | Страна         | Голоса  |
| Город     | Страна         | 1 раунд |
| --------- | -------------- | ------- |
| Лондон    | Великобритания | 20      |
| Рим       | Италия         | 11      |
| Детройт   | США            | 2       |
| Лозанна   | Швейцария      | 1       |
| Афины     | Греция         | 0       |
| Будапешт  | Венгрия        | 0       |
| Хельсинки | Финляндия      | 0       |
| Монреаль  | Канада         | 0       |

Из-за Второй мировой войны, которая к тому времени продолжалась уже четыре года и опустошила Лондон, Игры были отменены.
Несмотря на продолжающуюся войну, с 17 по 19 июня 1944 года в штаб-квартире МОК, расположенной в Лозанне, на территории нейтральной Швейцарии, прошли торжества, посвященные 50-летию создания этой организации. Это празднование было названо Карлом Димом, основоположником современной традиции эстафеты олимпийского огня, «Юбилейными торжествами МОК».

### «Олимпиада» в офлаге «Oflag II-C»
С 23 июля по 13 августа 1944 года неофициальные Олимпийские игры военнопленных были проведены среди узников офлага «Oflag II-C», располагавшегося в Вольденберге (Добегневе) на территории современной Польши. В качестве Олимпийского флага была поднята белая простыня с пришитыми к ней разноцветными кусками ткани в виде колец. Это событие считается демонстрацией преодолевающего войны олимпийского духа.
В спортивную программу Олимпиады заключённых вошли футбол, волейбол, баскетбол, гандбол, лёгкая атлетика, бокс и шахматы. Всего было проведено 48 видов соревнований; лишь турнир по боксу не был завершён, поскольку эта категория оказалась слишком изнурительной и опасной для истощённых в лагере людей: после первых боксёрских поединков многие участники выбыли из-за серьёзных травм и переломов.
Помимо спортивных соревнований программа Олимпийских игр в Вольденберге включала в себя конкурсы искусств, живописи, скульптуры и музыки.